# Roche magmatique
| Roches volcaniques | Roches plutoniques |
| ------------------ | ------------------ |
| rhyolite           | granite            |
| trachyte           | syénite            |
| rhyodacite         | granodiorite       |
| andésite           | diorite            |
| basalte            | gabbro             |

Les roches magmatiques ou roches ignées (anciennement, roches éruptives), se forment quand un magma se refroidit et se solidifie, avec ou sans cristallisation complète des minéraux le composant. Cette solidification peut se produire :
- lentement en profondeur, cas des roches magmatiques plutoniques (dites « intrusives ») ;
- rapidement à la surface, cas des roches magmatiques volcaniques (dites « extrusives » ou « effusives »).

Dans tous les cas, les roches magmatiques sont qualifiées d'endogènes car formées en profondeur, par opposition aux roches exogènes (telles les roches sédimentaires et les roches métamorphiques). Elles sont formées par solidification de matériaux à la surface du globe. Les roches volcaniques ne sont que trempées à la surface, la cristallisation s'effectue bien en profondeur.
Les roches magmatiques les plus courantes sont le granite et le basalte : la famille des granites représente 95 % des roches plutoniques et les basaltes 90 % des roches volcaniques. De façon générale, les roches magmatiques constituent la majeure partie des roches continentales et océaniques. Les magmas à l'origine de ces différentes roches peuvent provenir du manteau terrestre, de la croûte ou même d'une roche déjà existante refondue. Ces origines variées de fusion partielle, ainsi que les différents processus affectant la vie du magma et les modalités de mise en place, sont à l'origine de la richesse des roches magmatiques, ce qui complique leur classification.

## Classification

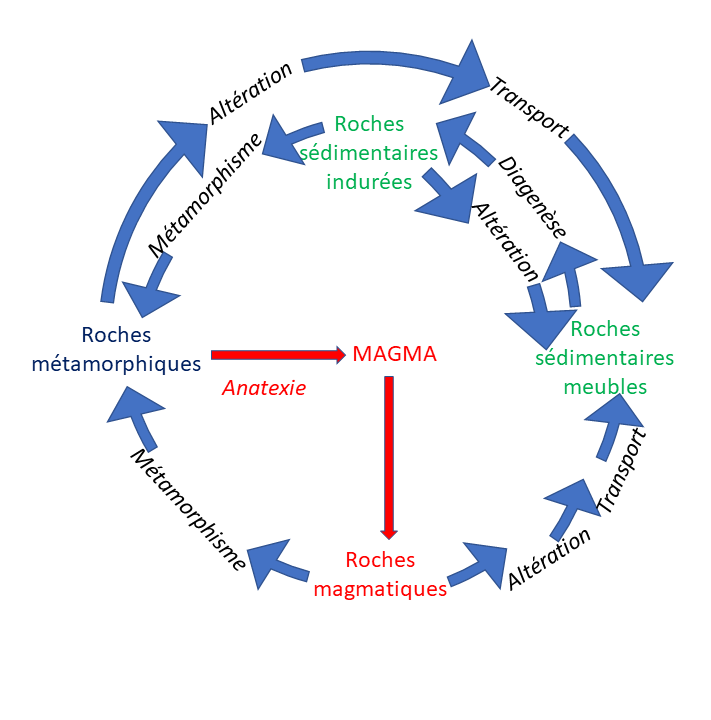
Différents modes de formation des roches.

Les roches magmatiques sont classées en fonction de leur mode de mise en place, de leur texture pétrographique, de leur composition chimique et bien sûr selon les minéraux présents, que ce soit sous la forme de cristaux ou de verre amorphe.

### Classement des roches magmatiques selon le mode de gisement
| Mise en place                                        | Groupe             | Sous-groupe            | Niveau de refroidissement |
| ---------------------------------------------------- | ------------------ | ---------------------- | ------------------------- |
| Extrusive (roches issues d'une éruption volcanique)  | Roches volcaniques | Roches volcaniques     | Air libre                 |
| Extrusive (roches issues d'une éruption volcanique)  | Roches volcaniques | Roches hypovolcaniques | Semi-profondeur           |
| Intrusive (roches issues d'une intrusion magmatique) | Roches plutoniques | Roches périplutoniques | Semi-profondeur           |
| Intrusive (roches issues d'une intrusion magmatique) | Roches plutoniques | Roches plutoniques     | Profondeur                |

### Selon le mode de mise en place
- Une roche volcanique ou « effusive » est produite par le refroidissement très rapide du liquide magmatique au contact de l'air ou de l'eau (phénomène de trempe donnant une roche hyaline (vitreuse)). Ces roches ne développent en général pas de phénocristaux et présentent des textures microlitiques variées, avec plus ou moins de verre volcanique[c].
- Une roche plutonique ou « intrusive » est produite par le refroidissement lent du magma en profondeur. Elle présente de nombreux phénocristaux dans une pâte microlitique (matrice) plus ou moins importante, avec une texture grenue. Certaines de ces roches sont entièrement cristallisées (roche « holocristalline »).
- Toute une gamme de roches intermédiaires existe entre ces deux pôles classiques. On parle de roches périplutoniques ou hypovolcaniques, ce sont des roches de semi-profondeur à texture microgrenue, typiquement des intrusions filoniennes.

Ces différents types de roches mobilisent les mêmes éléments majeurs et présentent des minéraux similaires. Pour une composition minéralogique et chimique très proche, la roche plutonique grenue, la roche intermédiaire microgrenue et la roche volcanique correspondante sont désignées par des noms différents qui dénotent le contexte de mise en place de la roche magmatique. Ainsi, le granite (roche plutonique) est à relier au microgranite (roche intermédiaire) et à la rhyolite (roche volcanique).

### En fonction de la composition minéralogique
Les roches magmatiques présentent des minéraux très variés, mais la prédominance des basaltes et granites a amené les géologues à établir une classification qui prend en compte quelques minéraux (dits « cardinaux ») très courants seulement : les isomorphes de la silice, les feldspaths et les feldspathoïdes. Le premier critère concerne la (sous-)saturation en silice ; le second critère concerne les types de feldspaths mobilisés ; les minéraux essentiels plus rares permettent de préciser les grandes familles ainsi établies (exemple : « leucogranite à muscovite »). Des minéraux accessoires, notamment des oxydes, peuvent parfois aider à la reconnaissance pétrographique. Ces critères minéralogiques empiriques sont pratiques mais ont quelques désavantages évidents : d'une part, ils ne mettent pas en évidence la prédominance des basaltes et des granites sur les autres roches de la classification ; d'autre part, les roches de compositions exceptionnelles doivent être traitées à part.
Afin de déterminer la composition minéralogique et donc chimique des roches, l'étude de lames minces au microscope polarisant est la plupart du temps requise.

#### ClassificationStreckeisen(1974)
Elle s'applique pour les roches magmatiques contenant moins de 90 % de minéraux ferromagnésiens, c'est-à-dire plus de 10 % de minéraux incolores (achromatiques). Elle concerne donc toutes les roches magmatiques à l'exception des ultramafiques. Elle repose sur le fait que feldspathoïdes et quartz sont incompatibles, ce qui permet de séparer la classification en deux champs à trois composants chacun, le côté [AP] étant commun : d'un côté les roches à quartz, de l'autre les feldspathoïdes. Par ailleurs, elle reprend la distinction plutonique/volcanique et s'organise donc en quatre diagrammes ternaires, plus celui des ultramafiques.
Le pôle Q est le quartz, le pôle P les plagioclases, le pôle A les feldspaths alcalins, le pôle F les feldspathoïdes.

##### Roches plutoniques

Classification simplifiée. En bleu, les domaines de roches courantes.

Diagramme des roches ultramafiques (c.-à-d., comportant plus de 90 % de minéraux ferromagnésiens).

Roches plutoniques à quartz

Roches plutoniques à feldspathoïdes

##### Roches volcaniques

Classification simplifiée. En bleu, les domaines de roches courantes.

Roches volcaniques à quartz

Roches volcaniques à feldspathoïdes

##### Roches ultramafiques

Diagramme ternaire des roches ultramafiques.

Pour les roches riches en minéraux ferromagnésiens, appelées mafiques, une classification chimique différente est employée. Elle se base sur la teneur relative en ortho- et clinopyroxènes et en olivine :
- plus de 90 % : ultramafique ;
- 60 % à 90 % : mafique ;
- moins 60 % : intermédiaire ;
- moins de 10 % : felsique.

### Classifications chimiques
Pour les roches incomplètement cristallisées, une classification minéralogique peut être difficile voire erronée. Il est alors plus simple de réaliser une classification chimique, considérant les éléments chimiques indépendamment des minéraux dont ils proviennent. Pour les éléments majeurs, c'est le pourcentage massique de l'oxyde d'un élément donné qui est utilisé. Par exemple, pour le silicium, l'oxyde SiO2 est utilisé dans la classification. Pour les éléments traces, c'est la quantité en parties pour million (ppm) qui fait référence.
La « teneur » en SiO2 détermine le caractère « acide » ou « basique » d'une roche magmatique :
- une roche acide est saturée en silice avec 66 % ou plus en poids de silice SiO2, d'où la présence de cristaux de quartz en général et des teneurs faibles en fer, magnésium et calcium  (l'adjectif « acide » vient du terme « acide silicique » qui désignait autrefois SiO2, l'altération de ces roches apportant un excès d'acide silicique qui contribue à la formation des sols acides)[2],[3] ;
- une roche intermédiaire contient entre 52 % et 66 % en masse de silice ;
- une roche basique[f] est sous-saturée en silice avec une teneur entre 45 % et 52 % en masse de SiO2, d'où une absence de cristaux de quartz en général ;
- une roche ultrabasique ou ultramafique contient moins de 45 % en poids de silice ; elle est de fait très riche en fer, magnésium et calcium.

Le caractère alumineux ou alcalin d'une roche est mesuré par le rapport entre l'alumine (Al) et les alcalins majeurs (Na, K, Ca).
À noter qu'il est possible de calculer une composition minéralogique fictive sur la base d'une analyse chimique, en utilisant un canevas du type CIPW. La proportion relative des minéraux ainsi estimée est la norme.